# ロジェ・デュブイ
ロジェ・デュブイは、高級マニュファクチュールでメンズ及びレディスのラグジュアリーウォッチをスイス、ジュネーブで製造しているメーカーまた時計師である。1995年、ロジェ・デュブイとカルロス・ディアスにより創設され、その後2008年にリシュモングループの傘下となった。 
ロジェ・デュブイのコンプリケーションウォッチは、エクスカリバーやベルベットコレクションに代表される、伝統的な時計製造の熟練技術と、既成概念を打ち破る創造的・革新的なデザインを融合させたものとなっている。
最近では、ランボルギーニ・スクアドラ・コルセとピレリとのコラボレーションによる、モータースポーツをイメージしたウォッチをラインナップに加えている。　

## 歴史

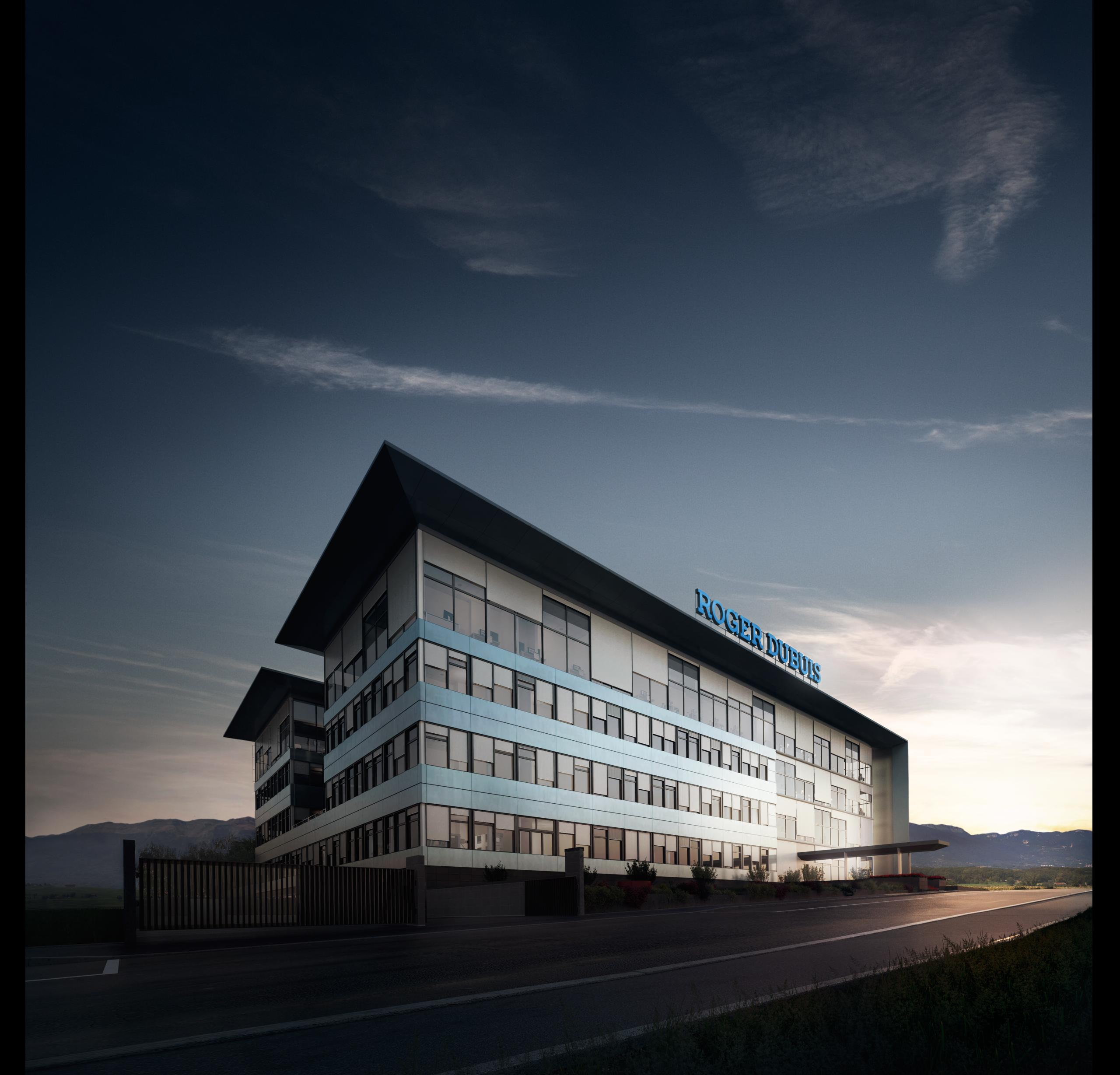
マニュファクチュール ロジェ・デュブイ

ロジェ・デュブイ マニュファクチュールは1995年にジュネーブにて創設され、4年の開発期間を経て、自社製キャリバー第1号を1999年に発表。
2001年には、ジュネーブ郊外のメイランにガラス壁を多用したマニュファクチュールを完成。 その大胆で堂々とした外観は、自社で製造される、複雑で洗練されたメカニズムを備えたタイムピースを思わせます。 
2005年には、限定ダブルトゥールビヨンムーブメントを搭載した、アイコニックなエクスカリバーコレクションを発売。  
2008年8月、ジュネーブに本拠地を置くリシュモングループはロジェ・デュブイ社の株式の60％を取得し、2016年に残りの40％を取得。
2017年10月、共同創設者ロジェ・デュブイ氏、死去。 
2017年末にモータースポーツの一流ブランドとのコラボレーションを開始。 ピレリとランボルギーニ・スクアドラ・コルセ  のビジョンあるエンジニア、そしてロジェ・デュブイの素晴らしい時計製造技師たちが共に、新しい優れたタイムピースを生み出します。

## ノウハウとキャリバー
ロジェ・デュブイは単にマニュファクチュールであるだけでなく、名声あるリシュモングループの中で独自の世界を築いています。 ロジェ・デュブイは複雑なキャリバーの部品の殆どを自社製造することのできる数少ないスイスブランドの一つであり、全てのウォッチに独自の機械式ムーブメントを搭載しています。
ロジェ・デュブイのキャリバーは全て、ジュネーブに伝わる時計製造の伝統を守って丁寧な手作業で仕上げた数百個の部品から作られる比類ないオブジェです。

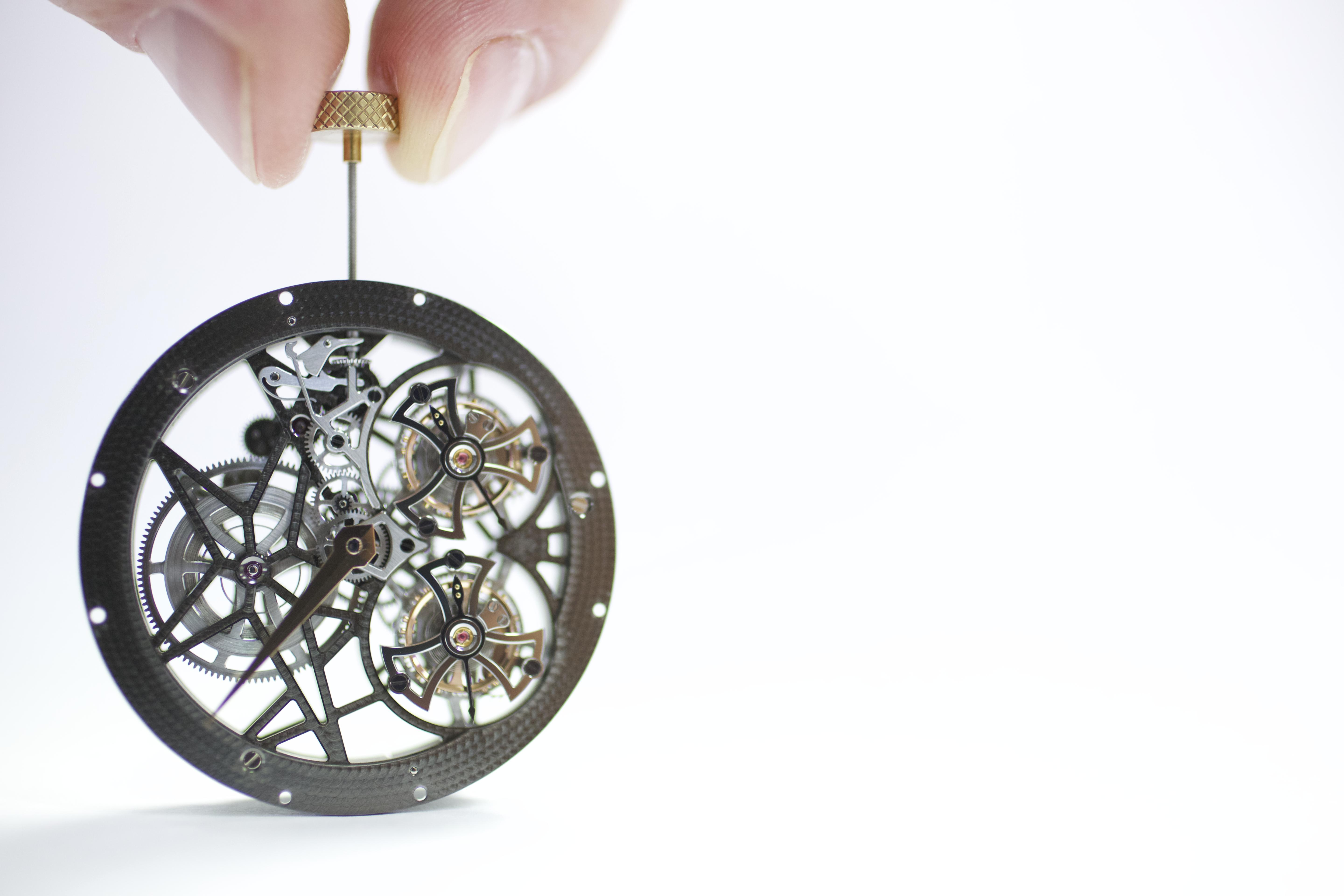
RD01SQ ダブルフライングトゥールビヨン スケルトン

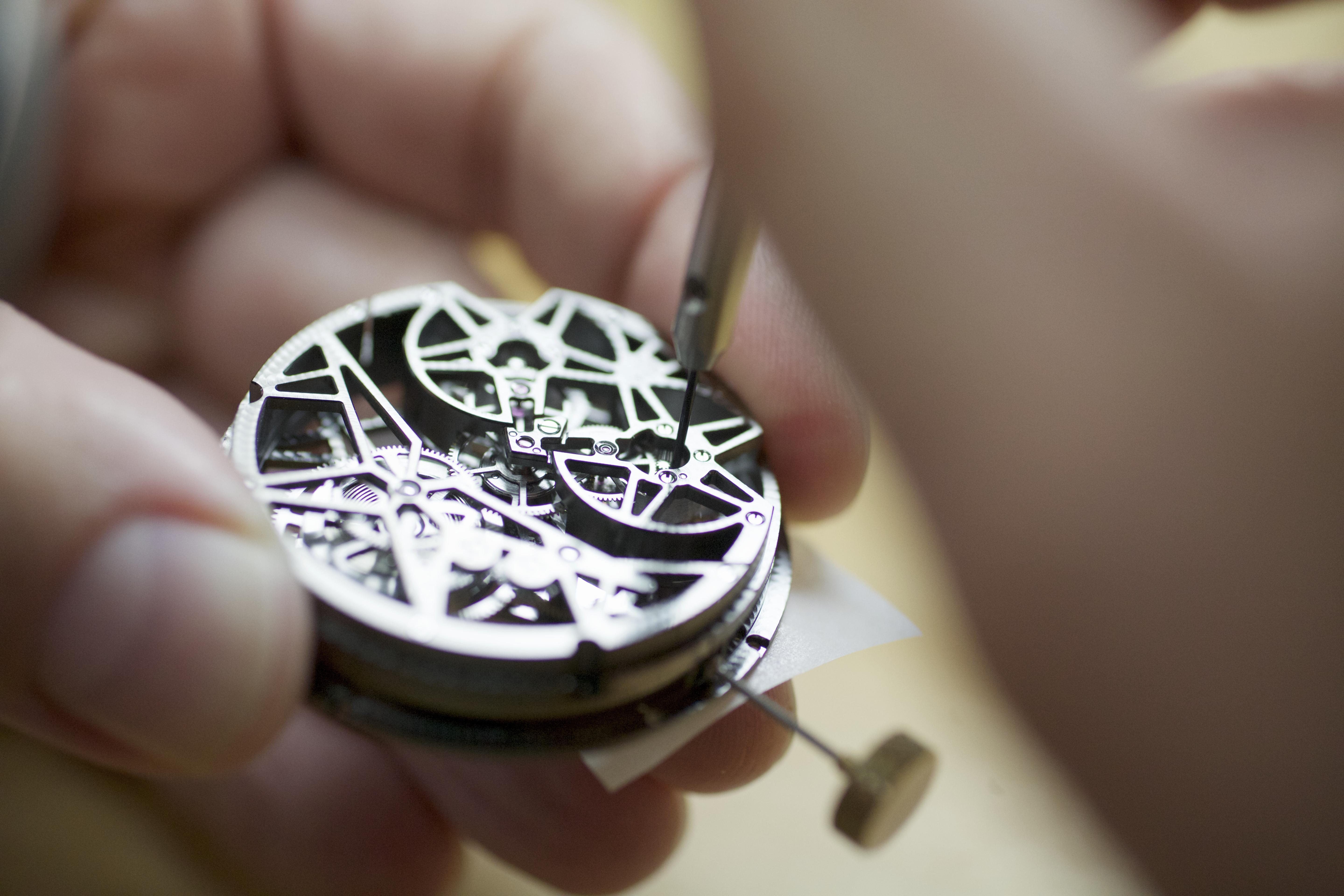
RD820SQ マイクロローター付自動巻スケルトンウォッチ

Excalibur オートマティックスケルトン (RDDBEX0473)

ロジェ・デュブイのウォッチの殆どは、エクセレンスの証であるジュネーブ・シールを保持しています。 
フライングトゥールビヨンはいかにもロジェ・デュブイらしいデザイン。先進メカニクスが明るくシンプルにディスプレイされています。   
ブランドを代表するムーブメント：
- RD820SQオートマティックスケルトンウォッチ、マイクロローター マニュファクチュール初のオートマティックスケルトンキャリバーです。[12]
- RD505SQ シングルフライングトゥールビヨン　先進メカニクスが明るくシンプルにディスプレイされています。[13]
- RD01SQ スケルトン ダブルフライングトゥールビヨン　いかにもロジェ・デュブイらしいデザイン。魔法のようなビジュアルと技術的性能を見事にブレンドしました。[14]
- RD101クアトゥオールキャリバーは、21世紀の最も革新的マニュファクチュールが世に問う魔法のようなメカニクスを象徴しています。[15]
- RD103SQ　ダブルテンプとディファレンシャル ランボルギーニ・スクアドラ・コルセにインスピレーションを得て共同開発した初めてのロジェ・デュブイムーブメント。[16]

ロジェ・デュブイのコンプリケーションには、ゴールド、ダイヤモンド、チタンなどの貴重な素材のほか、カーボン、セラミック、コバルトなど大胆で独創的な素材も用いられています。 
タイムピースの殆どはスケルトンウォッチで、8本、28本、88本の限定エディションです。 

## コレクション
イノベーションは、創設時よりブランドのDNAに深く刻み込まれており、これまでのコレクションとして、オマージュ、シンパシー、トゥーマッチ、マッチモア、ゴールデンスクエア、フォローミー、モネガスク、パルジョン、イージーダイバーなどが挙げられます。
ロジェ・デュブイはまた、二つのアイコニックな最新コレクション、 力強く豪快なエクスカリバー、そして芸術的でカリスマ性の高いベルベットも提案しています。
- 力強いデザインと優れたメカニズムをアピールするエクスカリバーコレクション。大胆で豪快なエクスカリバーウォッチは際立った前衛的なデザインにより、伝統的時計製造の可能性をさらに押し進めています。[19]
- グラマラスなデザインと美しいメカニズムを呈したベルベットコレクション。 現代的で魅力的なベルベットコレクションは、特別なカリスマ性と贅沢な芸術性を秘めています.[20]

## モータースポーツとの提携
ビジョンあるエンジニアと驚くべき時計師との出会い、これがロジェ・デュブイのモータースポーツとのコラボレーションの基礎となっています。 ロジェ・デュブイはモータースポーツと言えば誰でも思い浮かべる2社と提携することで、この分野に参入しました。 
ランボルギーニ・スクアドラ・コルセとロジェ・デュブイ
この強力なコラボレーションは、ランボルギーニらしい特徴とカーボンなどの希少な素材をヒントに、テクノロジーを駆使したウォッチメイキングを展開しています。 
そして生まれたのが、ランボルギーニをイメージした、興奮を呼ぶこと間違いなしの素晴らしいウォッチです。 
ピレリとロジェ・デュブイ
歴史に残るカーレースへの情熱を共有するロジェ・デュブイとピレリ。 ロジェ・デュブイはピレリの認証タイヤを用いたラバーインレイを組み合わせたユニークなウォッチを開発しました。 

## 販売網
ロジェ・デュブイは世界各地の高級スポットで販売されています。